# Blanca de Savoia
Blanca de Savoia (Chambéry, Savoia 1331 - Pavia, Milà 1387) fou una infanta de Savoia i senyora consort de Milà.

## Orígens familiars
Va néixer el 1331 a la ciutat de Chambéry, en aquells moments capital del comtat de Savoia i que actualment forma part del departament de la Savoia, sent la segona filla del comte Aimone de Savoia i Violant de Montferrat. Fou neta per línia paterna del també comte Amadeu V de Savoia i Sibil·la de Bresse, i per línia materna de Teodor Paleòleg de Montferrat i Argentina Spinola. Fou germana del comte Amadeu IV de Savoia.
Morí el 31 de desembre de 1387 a la ciutat de Pavia, sent enterrat al Monestir de Santa Clara, fundat per ella mateixa el 1380.

## Núpcies i descendents
Es casà "per poders" el 10 d'octubre i "en persona" el 28 d'octubre de 1350 amb el senyor de Milà Galeàs II Visconti. D'aquesta unió nasqueren:
- Joan Galeàs Visconti (1351-1402), senyor i duc de Milà
- Violant Visconti (1354-1386), casada el 1368 amb Lionel d'Anvers